# Дорсенвиль, Роже
Роже Дорсенвиль (фр. Roger Dorsinville, 11 марта 1911 — 12 января 1992) — гаитянский поэт, писатель и политический деятель.

## Биография
Роже Дорсенвиль родился в семье журналиста и историка, его отец — Энек Дорсенвиль — был основателем и главой газеты и журнала «Эссор» (фр. L'Essor).
Обучение получил в военной школе. Занимал ряд государственных постов, в том числе министра здравоохранения. Был консулом в Нью-Йорке, послом в Бразилии, Коста-Рике, Венесуэле и Сенегале.
Выступал с критикой режима Дювалье, как отца, так и сына. Вынужден был покинуть страну и вернулся из изгнания лишь в 1986 году.
Одну из своих книг посвятил Туссен-Лувертюру.